# Tributylfosfin
Tributylfosfin je organická sloučenina se vzorcem (C4H9)3P, patřící mezi terciární fosfiny. Reaguje pomalu se vzdušným kyslíkem a rychleji s oxidačními činidly, přičemž se tvoří příslušný fosfinoxid. Skladuje se za nepřístupu vzduchu.

## Výroba a příprava
Průmyslová výroba tributylfosfinu spočívá v reakci fosfanu s but-1-enem; reakce probíhá radikálově a neuplatňuje se tedy při ní Markovnikovovo pravidlo.
PH3 + 3CH2=CHCH2CH3 → P(CH2CH2CH2CH3)3
V laboratoři jej lze připravit z příslušného Grignardova činidla a chloridu fosforitého.
3 BuMgCl + PCl3 → PBu3 + 3 MgCl2

## Reakce
Tributylfosfin reaguje s kyslíkem na tributylfosfinoxid:
2 PBu3 + O2 → 2 OPBu3
Tato reakce probíhá velmi rychle, a proto se tributylfosfin skladuje za nepřístupu vzduchu.
Tuto látku lze snadno alkylovat; například reakcí s benzylchloridem vzniká příslušná fosfoniová sůl:
PBu3 + (C6H5)CH2Cl → [(C6H5)CH2PBu3]Cl
Tributylfosfin se nejčastěji používá jako ligand v komplexech s přechodnými kovy. Je levnější a méně citlivý na vzduch než trimethylfosfin a jiné trialkylfosfiny. Jeho komplexy jsou obvykle dobře rozpustné, ale často hůře krystalizovatelné, než komplexy jiných fosfinových ligandů. Jeho 1H NMR vlastnosti se dají snadno předpovídat a slouží jako vzory při zkoumání dalších trialkylfosfinů.

## Použití
Tributylfosfin slouží v chemickém průmyslu k úpravě vlastností kobaltových katalyzátorů používaných při výrobě aldehydů s nerozvětvenými řetězci hydroformylací alkenů, kde omezuje tvorbu produktů s rozvětvenými řetězci. Tricyklohexylfosfin je v tomto účinnější, je ovšem dražší. Navíc se často při hydroformylaci používají spíše katalyzátory obsahující rhodium než kobalt.
Z tributylfosfinu se vyrábí pesticid 2,4-dichlorbenzyltributylfosfoniumchlorid.